# Бурмантово
Бурма́нтово (рос. Бурмантово) — селище у складі Івдельського міського округу Свердловської області.
Населення — 42 особи (2010, 75 у 2002).
Національний склад населення станом на 2002 рік: росіяни — 84 %.